# Stanisław Władysław Ostrowski
Stanisław Władysław Ostrowski ps. „Orłow”, „Włodek” (ur. 7 kwietnia 1887 w Ostrowicach, zm. w 1943 w Warszawie) – polski inżynier komunikacji.
Syn Józefa i Leokadii z Dobrowolskich. Absolwent Instytutu Inżynierów Komunikacji w Petersburgu (1904). Od czasu studiów członek Polskiej Partii Socjalistycznej, ps. „Orłow”, „Włodek”.
W latach trzydziestych XX wieku mieszkał w Białołęce.
Pochowany w grobowcu rodzinnym na Cmentarzu Powązkowskim w Warszawie (kwatera 318, rząd 3, miejsce 7).

## Odznaczenia
- Krzyż Niepodległości (5 sierpnia 1937)[3].